# Colavita-Bolla Wines/2004
Deze pagina geeft een overzicht van de wielerploeg Colavita-Bolla Wines in 2004.

## Renners
| Naam                | Geboortedatum | Nationaliteit    | Ploeg 2003     |
| ------------------- | ------------- | ---------------- | -------------- |
| Sebastian Alexandre | 18-03-1977    | Argentinië       | Colavita-Bolla |
| Gustavo Artacho     | 15-09-1967    | Argentinië       | Colavita-Bolla |
| Ivan Dominguez      | 28-05-1976    | Cuba             | Team Saturn    |
| Thad Dulin          | 21-10-1981    | Verenigde Staten | neoprof        |
| William Frischkorn  | 10-06-1981    | Verenigde Staten | Team Saturn    |
| Juan José Haedo     | 26-01-1981    | Argentinië       | Colavita-Bolla |
| Todd Herriot        | 06-05-1969    | Verenigde Staten | neoprof        |
| Mark McCormack      | 15-09-1970    | Verenigde Staten | Team Saturn    |
| Nathan O’Neill      | 23-11-1974    | Australië        | Team Saturn    |
| Aaron Olsen         | 11-01-1978    | Verenigde Staten | Schroeder Iron |
| Tyler Wren          | 04-03-1981    | Verenigde Staten | Colavita-Bolla |

2003 · 2004 · 2005 · 2006 · 2007 · 2008 · 2009 · 2010 · 2011 · 2012